# جلبي كرداوعلي
 محمد كرد أوغلي و في بعض المصادر  جلبي كردأوعلي كان والي الجزائر منذ 1556، خلفا للباشا السابق صالح ريس الذي توفي في الجزائر في نفس السنة
حاول حسان قورصو الاستيلاء على الحكم بعد موت صالح ريس و التمرد على الباي الجديد لكن طائفة الرياس ساندت الباي والقى القبض على حسان قورصو و قتل ، الامر الذي جعل الانكشارية فرقة اليولداش يخططون للانتقام الذي إنتهى بمصرع كرد أوغلي على يد يوسف القايد سنة 1557 الذي بدوره مات بالطاعون بعد ستة أيام من الحكم بعد ذلك الانكشارية يختارون يحي باشا قائداً لهم، لكنه لم يحكم إلا مدة ستة أشهر قبل ان يعين الباب العالي حسان باشا للمرة الثانية